# Blue Christmas (film)
Blue Christmas (ブルークリスマス?, Burū Kurisimasu, lett. "Natale triste"), conosciuto con il titolo internazionale di Blood Type: Blue, è un film del 1978 diretto da Kihachi Okamoto.